# Urrut (vattendrag)
Urrut är ett vattendrag i Armenien. Det ligger i den nordvästra delen av landet, 90 kilometer norr om huvudstaden Jerevan.
Trakten runt Urrut består till största delen av jordbruksmark. Runt Urrut är det ganska tätbefolkat, med 96 invånare per kvadratkilometer.